# Häbberstjärnen (Jokkmokks socken, Lappland, 736292-171392)
Häbberstjärnen är en sjö i Jokkmokks kommun i Lappland och ingår i Luleälvens huvudavrinningsområde.